# Король-олень
«Король-олень» — радянський художній фільм за однойменною п'єсою Карло Ґоцці, знятий на Кіностудії ім. М. Горького в 1969 році. Музична театралізована казка.

## Сюжет
Дерамо, добрий, але простодушний король Серендіппа, бажає одружитися. Але ось проблема: як дізнатися, яка з претенденток дійсно любить Дерамо, а яка просто розраховує на королівський трон? Чарівник Дурандарте дарує королю статую — «бовдура», який сміється, якщо хтось говорить неправду. Зовні «бовдур», як дві краплі води, схожий на фаворита короля — першого міністра, хитрого і підступного Тарталью, який давно і безнадійно закоханий в Анджелу, дочку другого міністра Панталоне. Але вона сама любить Дерамо, хоч і не хоче йти на оглядини, вважаючи їх непотрібними та принизливими. Тарталья плете інтриги й всіляко заважає власній дочці Кларіче вийти заміж за молодого красеня-камергера Леандра, брата Анджели, розраховуючи видати дочку за короля.
Попри всі витівки першого міністра, король, який на оглядинах під зухвалістю і різкістю Анджели зумів розгледіти любов до нього, сам закохується в неї та оголошує своєю дружиною. Якось на полюванні довірливий король розповідає Тартальї про чарівне заклинання Дурандарте, і коли Дерамо вирішує спробувати переселитися в тіло вбитого оленя, підлий міністр намагається вбити ожилого оленя, а потім переселяється в тіло короля…

## У ролях
- Юрій Яковлєв —  Дерамо, він же — король Серендіппа
- Валентина Малявіна —  Анджела — дочка Панталоне, яка Дерамо
- Сергій Юрський —  Тарталья — обдарований лиходій, який любить Анджелу, він же — перший міністр
- Володимир Шлезінгер —  Панталоне — другий міністр, любить яблука
- Олена Соловей —  Клариче — дочка Тартальї, любить Леандро
- Віктор Зозулін —  Леандр — син Панталоне, брат Анджели, любить Клариче
- Олег Табаков —  Чіголотті — слуга Дурандарте, любить випити
- Олег Єфремов —  Дурандарте — швидше добрий, ніж чарівник, він же — особа від автора
- Станіслав Бородокін — епізод
- Олександр Вігдоров — епізод
- Шавкат Газієв — епізод
- Володимир Грамматиков — епізод
- Володимир Козєлков — епізод
- Віталій Коміссаров — епізод
- В. Кузьмін — епізод
- Олексій Панькин — епізод
- В'ячеслав Подвиг — епізод
- Михайло Селютин — епізод
- Юрій Сорокін — епізод
- Ігор Суровцев — епізод
- Ірина Бартенєва — епізод
- Алла Будницька — епізод
- Л. Войнаровська — епізод
- Світлана Данильченко — епізод
- Ельміра Капустіна — епізод
- Н. Кузнецова — епізод
- Світлана Непомняща — епізод
- В. Олейникова — епізод
- Т. Пишкіна — епізод
- Л. Чміль — епізод

## Знімальна група
- Сценарій: Вадим Коростильов
- Постановка: Павло Арсенов
- Головний оператор: Інна Зараф'ян
- Композитор: Мікаел Тарівердієв
- Художник-постановник: Олександр Бойм
- Костюми: Наталія Шнайдер
- Звукооператор: Борис Голєв
- Диригент: Емін Хачатурян
- Постановка пантоміми: Олександр Орлов
- Директор картини: Олександр Казачков